# Castillo de Consuegra
El castillo de Consuegra también es conocido como castillo de la Muela es un castillo situado en el municipio español de Consuegra, provincia de Toledo, y es uno de los mejor conservados dentro de la comunidad autónoma de Castilla-La Mancha.
Se ubica junto a los molinos de Consuegra, sobre una montaña (cerro Calderico) con leves acantilados que dan a la ciudad de Consuegra. Localidad de la provincia de Toledo, en Castilla-La Mancha (España), de 9758 habitantes (INE, 2024), a 64 km de la capital provincial, Toledo, comunicada por la autovía de los Viñedos.

## Historia

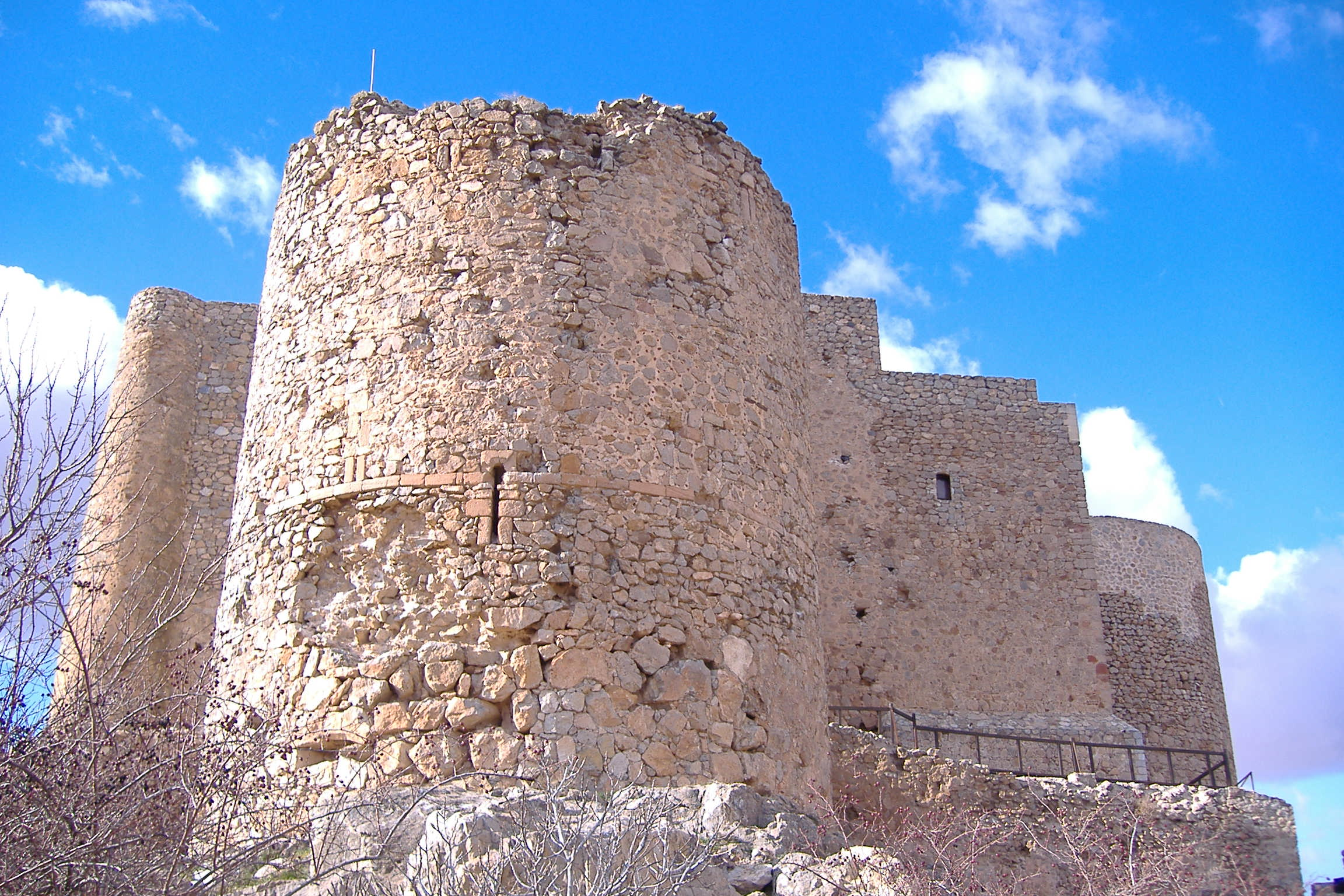
Torres del castillo

Consuegra es la Consabura romana que llegó a contar con las edificaciones propias de una gran ciudad, Termas, Murallas, Acueducto , Circo ...
El castillo es mencionado en la Estoria de España de Alfonso X el Sabio (s. XIII), donde se comenta que este pertenecía, en tiempos de los visigodos, al conde don Julián, al que define Alfonso X como «heredero en el castiello de Consuegra».
Es posible que la primera reconstrucción del castillo fuera realizada por Almanzor, en el siglo X, época del dominio musulmán de las comarcas cercanas. En 1097, al-Mutámid lo cedió a Alfonso VI, por pacto matrimonial, ya que el rey se casaría con la princesa sevillana Zaida. El castillo se consiguió sin guerra pero poco duró la ocupación cristiana porque, en agosto del mismo año, Alfonso VI perdió la fortaleza tras ser derrotado por los árabes en la batalla de Consuegra, en la que murió peleando contra los almorávides Diego Rodríguez, el único hijo varón del Cid Campeador.
El castillo fue recuperado finalmente por los cristianos en el siglo XII, siendo reconstruido por los Caballeros Hospitalarios en este mismo siglo, y también en el siguiente siglo XIII. Alfonso VII entregó el castillo, la localidad y su entorno a la Orden de San Juan de Jerusalén, en 1183 que estableció en Consuegra la capital de su priorato de La Mancha, y dio forma al actual castillo. De ahí que su aspecto definitivo se asemeje al de tantos castillos medievales europeos.
En el tiempo de Alfonso XI fue prior de San Juan en el castillo Fernando Rodríguez de Valbuena (1328-1332), como se comenta en el romance Don García de Padilla / ese que Dios perdonase.... En este romance noticiero se elogia la fortaleza:
Un castillo hay en Consuegra / que en el mundo no hay su par; / mejor es para vos, rey, / que lo sabréis sustentar. / No sufráis más que le tenga / ese prior de San Juan...
También en este romance el maestre de Calatrava Diego García de Padilla, hermano de doña María de Padilla, aconseja al rey que asesine al prior de San Juan Fernando Rodríguez de Valbuena, tras un banquete, de la misma manera que había asesinado en Toro a Juan el Tuerto.
Tras la invasión francesa y la campaña de Napoleón en España (1808), fue ocupado por una guarnición del soldados franceses (1809-1813) que lo destruyeron al retirarse.

### Conservación
Después del destrozo napoleónico de inicios del siglo XIX, sufrió la desamortización de Mendizábal (1836), lo que implicó su expropiación, abandono, incendio y destrucción progresiva. Pero, en 1962, el Ayuntamiento de Consuegra adquiere el castillo e inicia un proceso de restauración integral. Como resultado, se puede acceder a la ermita, las cisternas, los pasos de ronda, la sala capitular, la torre albarrana, las terrazas y la barbacana. Progresivamente recobra el austero y formidable aspecto que tuvo en sus mejores tiempos.

## Descripción

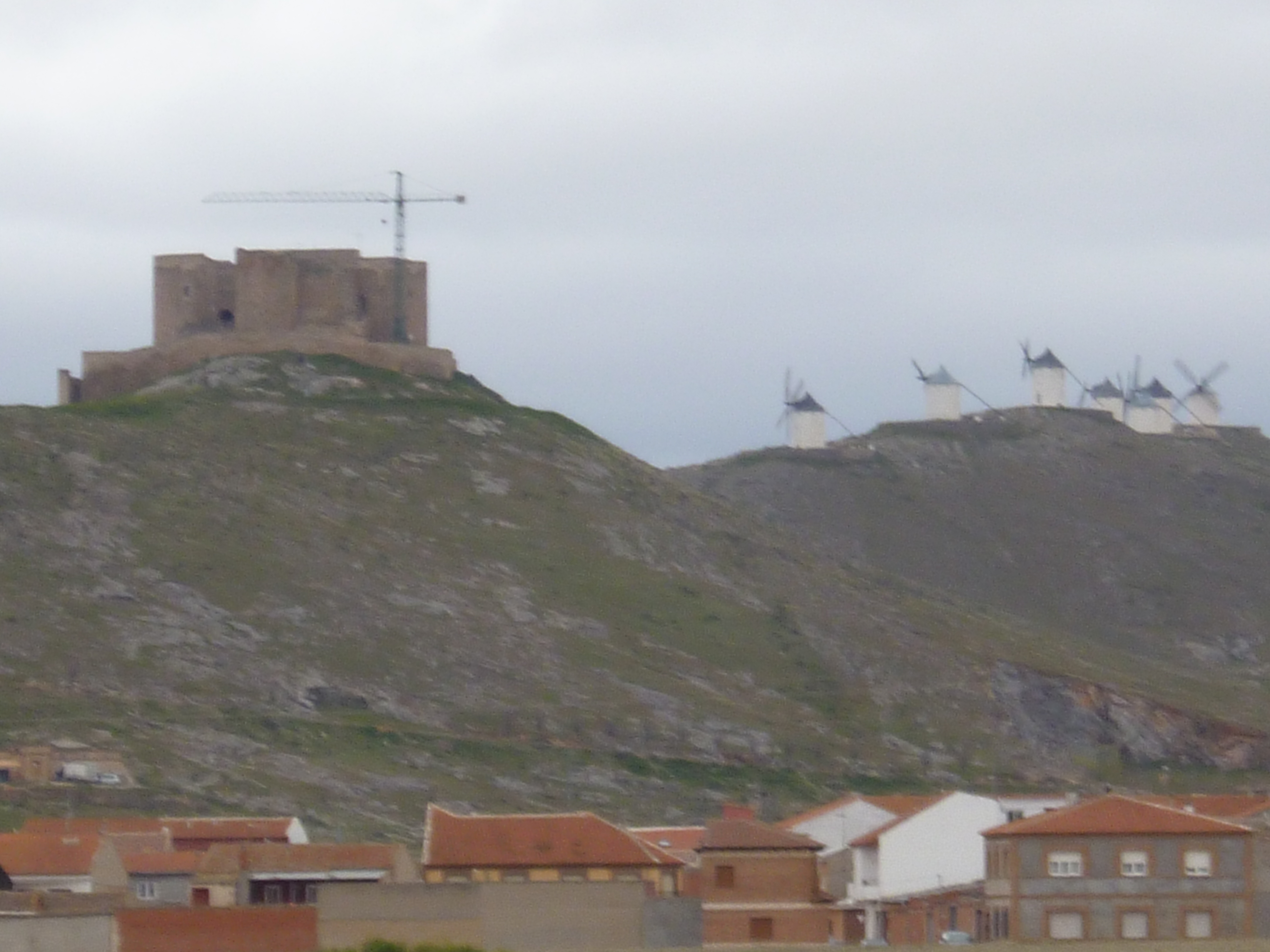
Reformas del año 2013

La estructura de este castillo es inusual. Está constituido, básicamente, por un cuerpo central cuadrado con una gran torre cilíndrica en cada uno de sus lados. Es de un tamaño bastante considerable. El recinto está rodeado por una barrera de la que sólo quedan restos en la parte que da al patio de armas.
Al pasar el primer muro, hay un espacio vacío denominado centinela, desde donde se accede al castillo propiamente dicho, que está rodeado por la barrera defensiva. La puerta de entrada se enmarca entre dos estructuras cúbicas, y sobre ella se encuentra el escudo del Prior de la Orden, Juan José de Austria, y el de los Álvarez de Toledo. Entre las estancias interiores destacan la cisterna, cubierto con bóveda de cañón, un patio interior y los archivos de la Orden de San Juan, destruidos por los franceses en 1814.
La torre albarrana, elemento defensivo de los tiempos árabes, es de forma circular y se encuentra en la parte meridional del castillo. Un camino de ronda comunicaba la torre con el resto del conjunto. Es de altura considerable porque dentro se compartimenta en cuatro pisos.
Los muros del castillo son de mampostería, técnica constructiva que trabaja poco la piedra, el material más empleado por su dureza y abundancia. En su interior quedan restos de un hormigón muy diferente al empleado actualmente